# Proaeginina norvegica
Proaeginina norvegica är en kräftdjursart som först beskrevs av Knud Hensch Stephensen 1931.  Proaeginina norvegica ingår i släktet Proaeginina och familjen Caprellidae. Inga underarter finns listade i Catalogue of Life.